# 尼尔斯·冯·坎措
尼尔斯·冯·坎措（瑞典語：Nils von Kantzow，1885年8月30日—1967年2月7日），生于索尔纳市，瑞典男子竞技体操运动员。他曾获得1908年夏季奥运会体操比赛男子团体全能金牌。他曾與戈林的第一任妻子卡琳·戈林結婚，後來兩人離婚。尼尔斯·冯·坎措于1967年去世，享年81岁。